# 206M tervszámú torpedónaszád
A 206M (kódneve: Storm, NATO-kódja: Turya-class) szovjet hordszárnyas torpedónaszád, melyet 1971-től állított szolgálatba a Szovjet Haditengerészet.  A 206-os tervszámú torpedónaszád továbbfejlesztett, hordszárnyakkal ellátott változata. Több szovjet hajógyárnál is folyt az építése az 1980-as évek közepéig.

## Története
A hajót a leningrádi Amlaz tervezőirodában fejlesztették ki I. P. Pegov és A. P. Gorogyanko vezetésével. A hajó a 206-os tervszámú torpedónaszádon alapul, annak továbbfejlesztett változata. Az elődjéhez képes erősebb csöves tüzérségi fegyverzettel látták el, nagyobb a hajó felépítménye, és a hajótest mellső részén hordszárnyakkal szerelték fel. Ennek köszönhetően a hajótest eleje kiemelkedett a vízből, így a kisebb közegellenállás eredményeként nagyobb sebességet érhetett el. Tengeralattjárók elleni harcra is alkalmassá tették, ehhez  a helikoptereken is használt kiereszthető vontatott szonárt kapott. A hajók és tengeralattjárók elleni torpedóval is fel lehetett szerelni.
1971–1976 között 24 hajó készült a Szovjet Haditengerészet számára. Ebből nyolc egységet a Csendes-óceáni Flotta kapott. Ezeket a hajókat behajtható hordszárnyakkal látták el, így vasúton is el lehetett juttatni az európai részen lévő hajógyárakból a Csendes-óceáni kikötőkbe. Emellett a szovjet Fekete-tengeri Flottánál, a Balti Flottánál és a Kaszpi Flottillánál is szolgálatba állították.
Később, 1978–1985 között külföldi megrendelők számára a Vlagyivosztoki Hajógyárban további 16 egységet építettek. Ezeket az exportváltozatú, 206ME jelzésű hajókat nem látták el kibocsátható szonárral. A Vlagyivosztokban készült hajók közül 1984–1986 között öt darabot Vietnámnak, 1984–1985-ben két darabot Kambodzsának, 1979–1983 között kilenc darabot Kubának szállítottak.
A Szovjetunió felbomlása után a Szovjet Flotta állományából két hajó 1994-ben a Lett Haditengerészethez került torpedóvető csövek nélkül. Az egykori szovjet hajókból 1985-ban és 1986-ban két darabot Etiópiának adtak el, valamint egy torpedóvető csövek nélküli hajót kapott a Seychelle-szigetek, ahol a parti őrség használta. A 2000-es évekre a legtöbb hajót selejtezték. Az etióp hajókat 1992-ben az eritreai hadsereg megsemmisítette.